# Austinixa chacei
Austinixa chacei är en kräftdjursart som först beskrevs av Ed F. Wass 1955.  Austinixa chacei ingår i släktet Austinixa och familjen Pinnotheridae. Inga underarter finns listade i Catalogue of Life.